# Horizon Chase: World Tour
Horizon Chase: World Tour est un jeu vidéo de course développé et édité par Aquiris Game Studio, sorti en 2015 sur iOS et Android. Une version PC/consoles, intitulée Horizon Chase Turbo, sortira en 2018 sur PC, PlayStation 4, Xbox One et Nintendo Switch, et en 2021 sur PS Vita.
Horizon Chase a pour particularité de posséder des graphismes rétro polygonaux (à la manière de Virtua Racing, Daytona USA ou plus récemment Drive!Drive!Drive!). Son gameplay proche de celui de la série OutRun et sa bande-son composée par Barry Leitch, compositeur des bandes-son de jeux comme Top Gear ou Lotus Turbo Challenge 2.

## Accueil
- Canard PC : 7/10[2]
- Pocket Gamer : 9/10[3]
- TouchArcade : 5/5[4]